# Francesco Maria Rini
Francesco Maria Rini (Polizzi Generosa, 1624 – Agrigento, 4 agosto 1696) è stato un vescovo cattolico italiano, 72º vescovo di Agrigento.

## Biografia
Appartenente all'Ordine dei frati minori, fu lettore giubilato di teologia nel 1670 e guardiano nel convento del suo Ordine in Gerusalemme. Poi fu ministro provinciale della provincia di Mazara e ministro generale dell'Ordine. Venne designato vescovo di Siracusa il 1º ottobre 1674, ad appena 50 anni, salvo poi insediarsi ufficialmente una settimana dopo, con l'ordinazione episcopale ricevuta dal cardinale Francesco Barberini. Il 19 ottobre 1676 fu designato vescovo di Agrigento, dove restò fino alla morte, avvenuta il 4 agosto 1696. Ad Agrigento restaurò la cattedrale ricostruendone la navata sinistra e facendone la nuova facciata. Celebrò il sinodo diocesano. A Polizzi c'è ancora la via dove sorgeva la sua casa, via che porta il suo nome.

## Genealogia episcopale
La genealogia episcopale è:
- Cardinale Guillaume d'Estouteville, O.S.B.Clun.
- Papa Sisto IV
- Papa Giulio II
- Cardinale Raffaele Riario
- Papa Leone X
- Papa Paolo III
- Cardinale Francesco Pisani
- Cardinale Alfonso Gesualdo
- Papa Clemente VIII
- Cardinale Pietro Aldobrandini
- Cardinale Laudivio Zacchia
- Cardinale Antonio Barberini, O.F.M.Cap.
- Cardinale Girolamo Colonna
- Cardinale Francesco Barberini
- Vescovo Francesco Maria Rini, O.F.M.